# Суджук

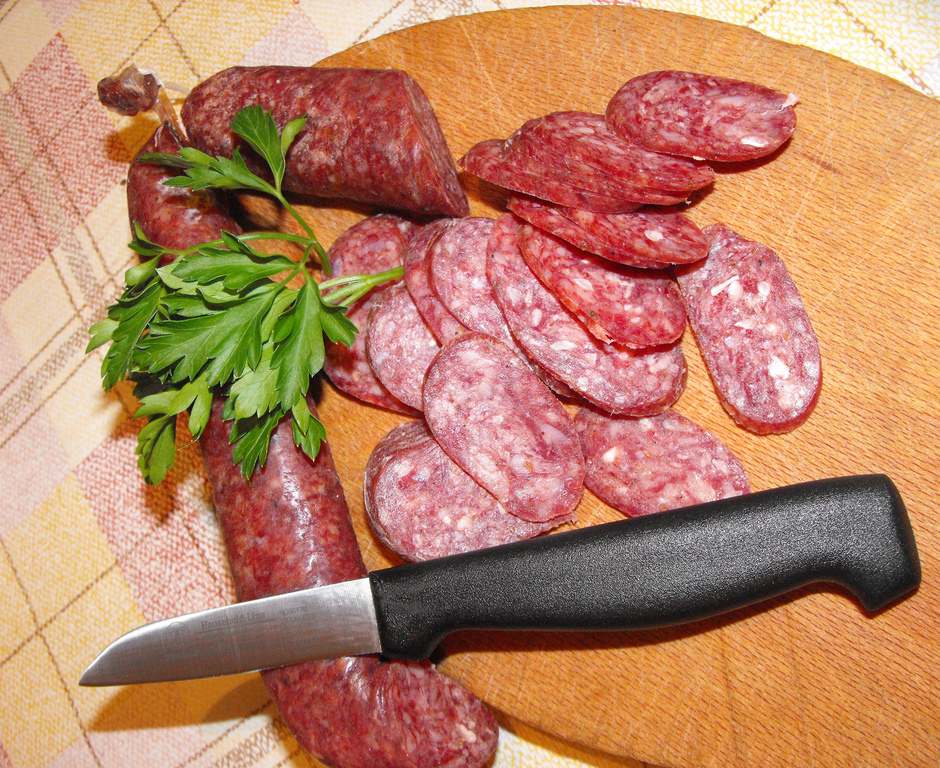
Болгарский суджу́к

Суджу́к (осман. سجوق ,صوجوق, սուջուխ‎; тур. sucuk, азерб. sucuq), также суджу́х (арм. սուջուխ), шужу́к, чужу́к (каз. шұжық) или чучу́к (кирг. чучук; чув. сутă) — традиционные колбасы у тюркских, кавказских, балканских и ближневосточных народов. В период Османской империи это блюдо получило широкую известность у арабов (араб. سجق‎), греков (греч. σουτζούκι [suˈd͡zu.ci]), армян (арм. սուջուխ [suˈd͡ʒuχ], [sud͡ʒúχ]), болгар (болг. суджук), сербов (серб. суџук), македонцев (макед. суџук) и босняков (босн. sudžuk). В Турции в современной литературе для определения суджука имеется также термин бумбар долмасы — «наполненный в кишки». Имеет также татарское название тутырма и башкирское название тултырмыш.

## Способ приготовления

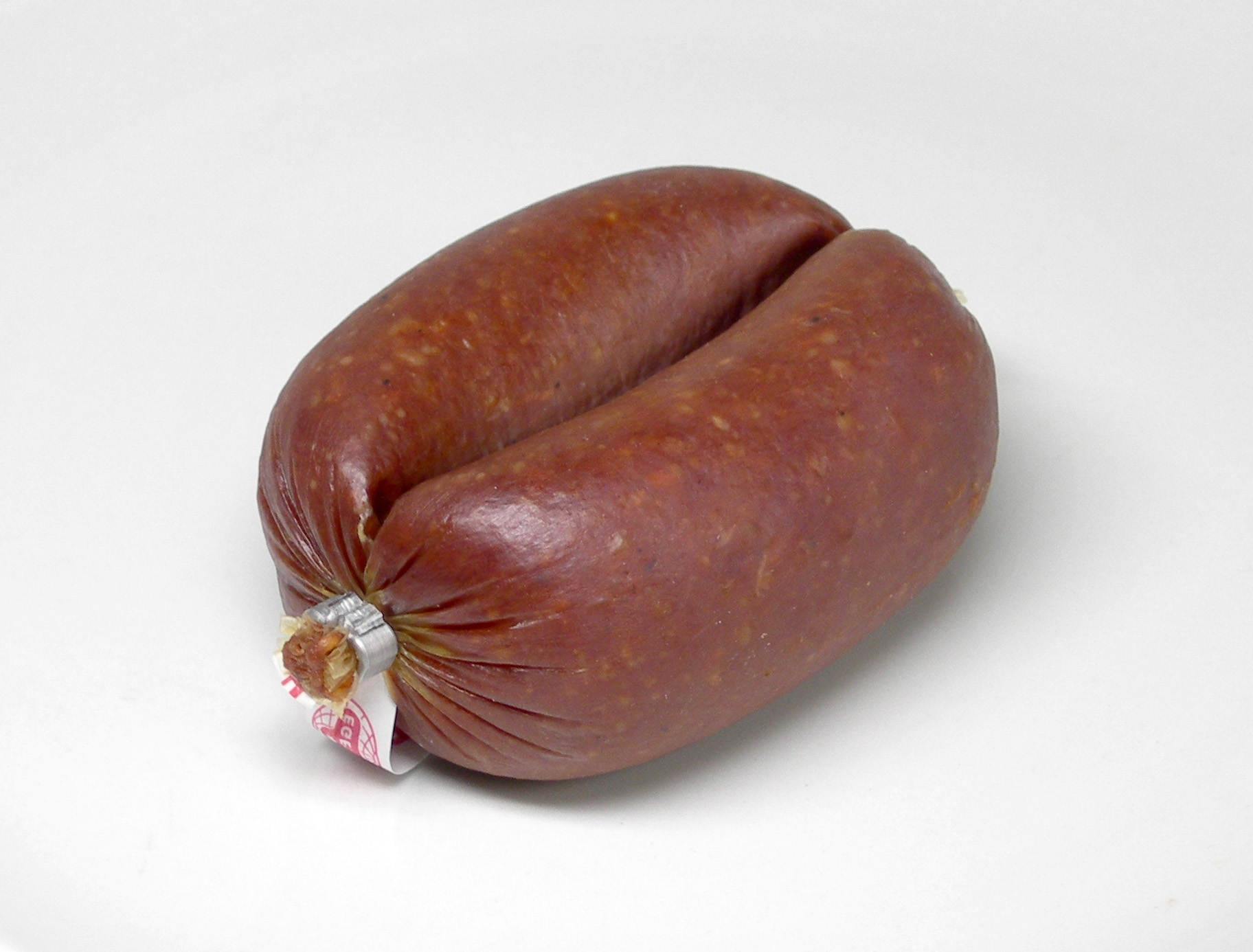
Турецкий «суджук» из говядины с бараниной, с чесноком, тмином и перцем.

Предварительно посоленные филейные куски мяса и жира вкладывают в кишки, подсушивают, вялят. В Кыргызстане, Казахстане и Башкортостане при изготовлении чучука/шужука используется конина. Чучук в киргизской кухне считается самой дорогой и деликатесной колбасой, так как для неё используются лучшие ингредиенты. В казахской, каракалпакской и узбекской кухнях аналогом киргизского чучука является колбаса казы, а казахская колбаса шужук — более простой вариант, так как для него используются любые части туши лошади. У других народов вместо конины может использоваться и другое мясо.
В Болгарии существует аналог суджука — «луканка», которая готовится преимущественно из свинины со значительно большей долей специй и воды. Её периодически подвергают сдавливанию для придания характерной плоской формы и жёсткости.
В Азербайджане и Турции для приготовления суджука используется баранина или говядина.

## Галерея

Региональные разновидности суджука
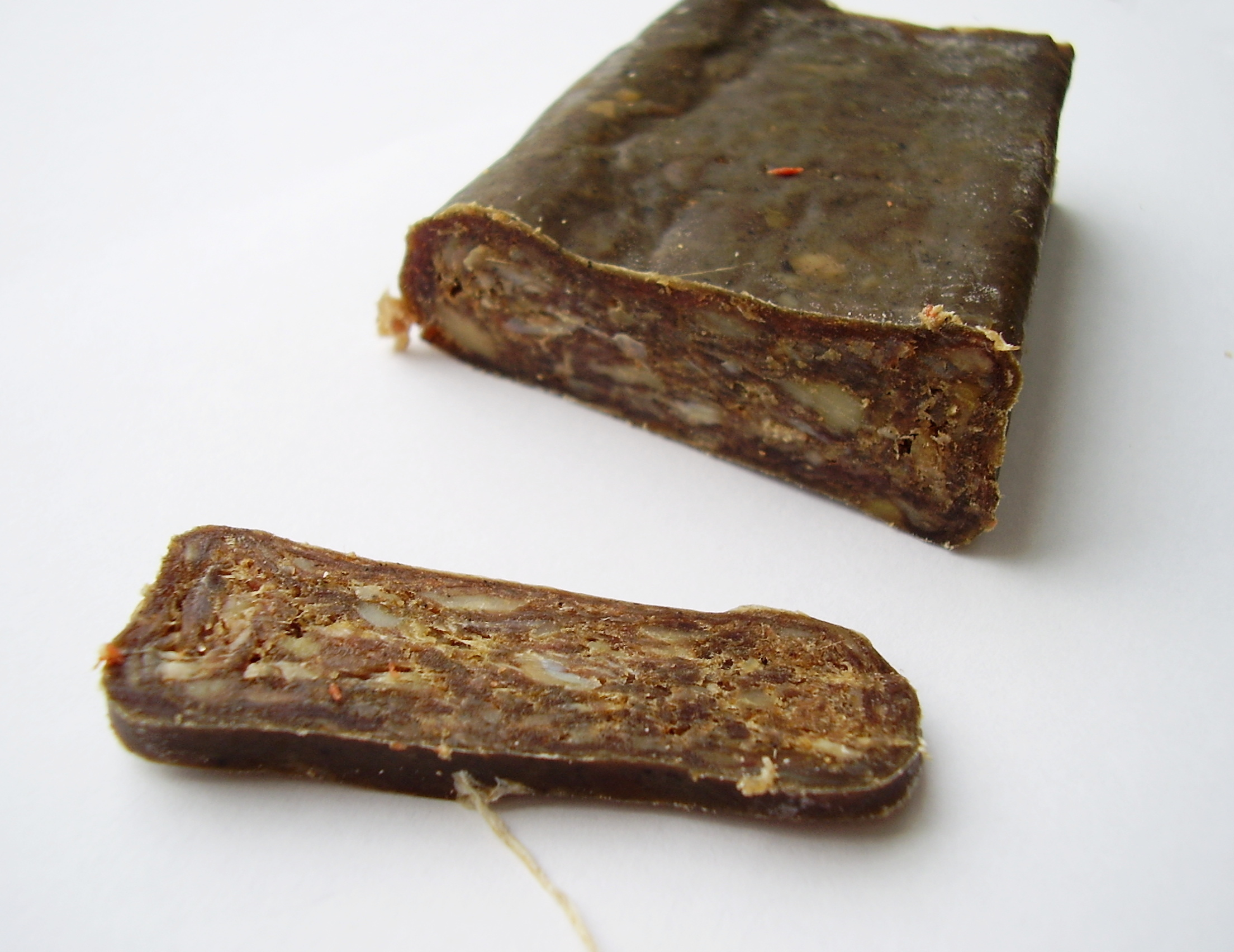
Суджух из Армении
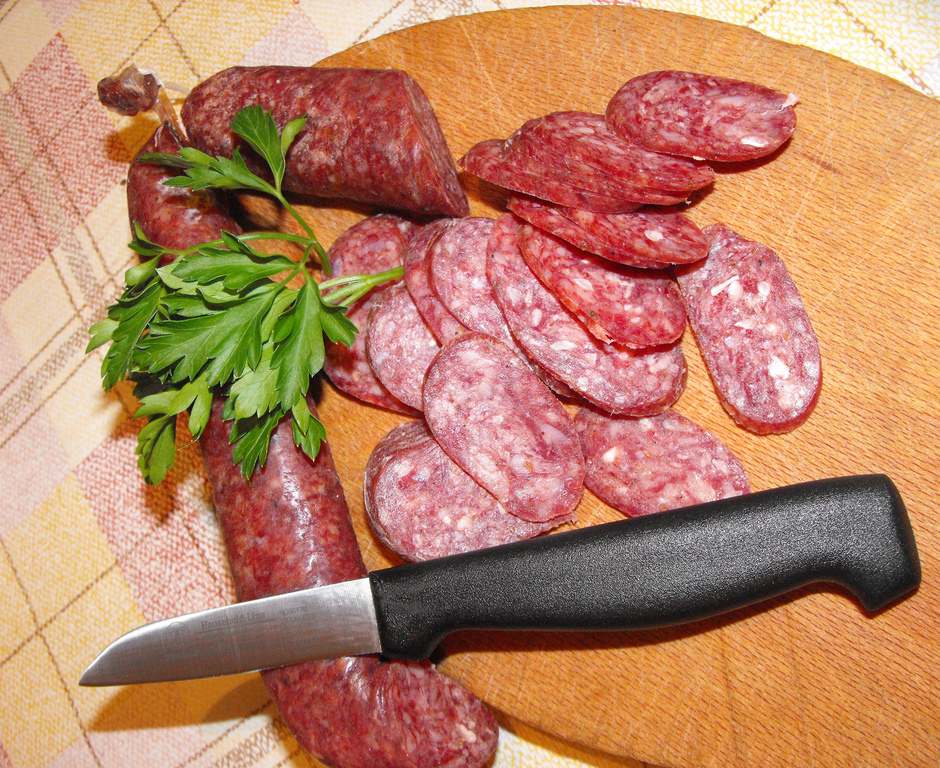
Суджук из Болгарии
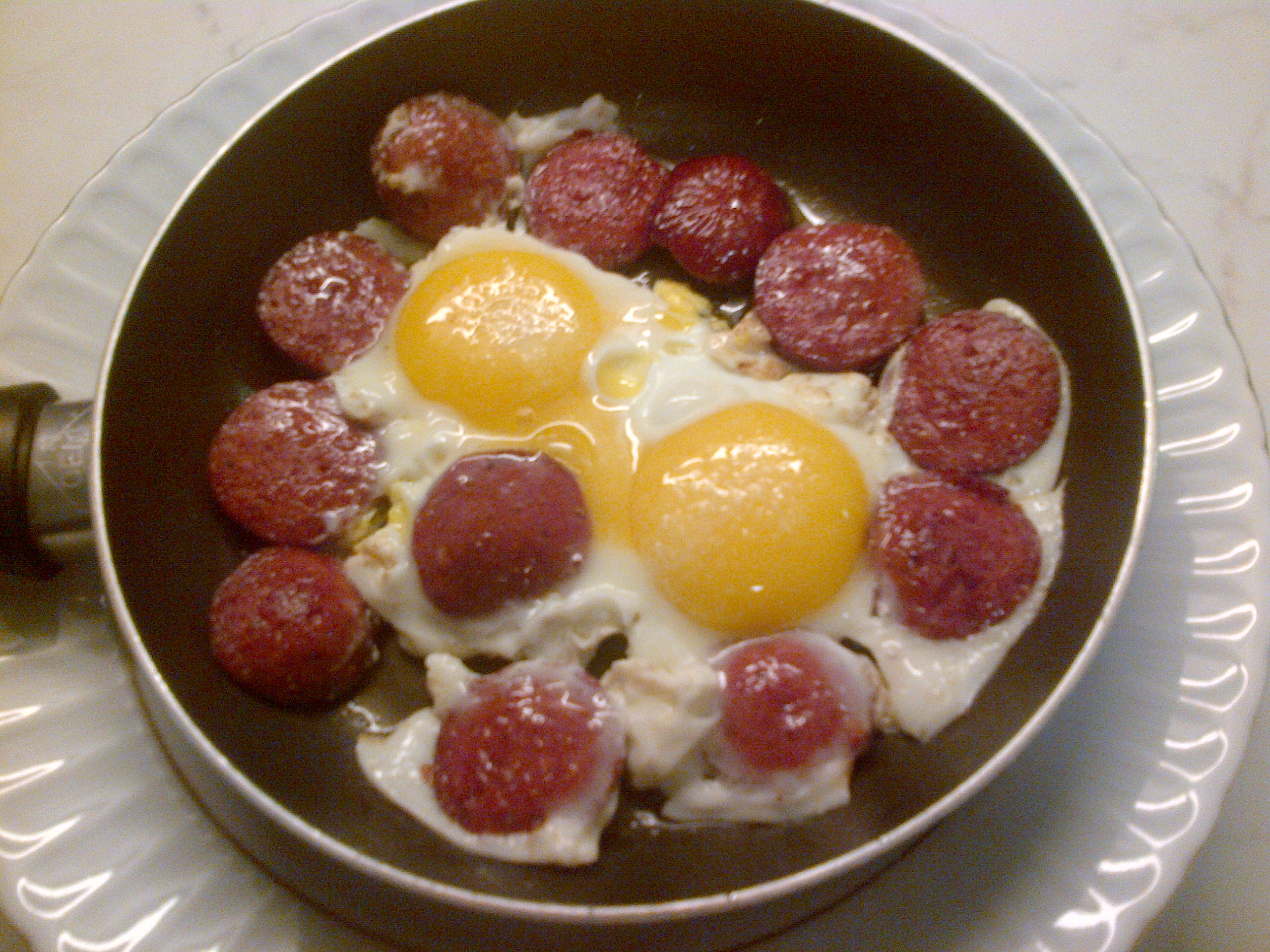
Яйца с суджуком
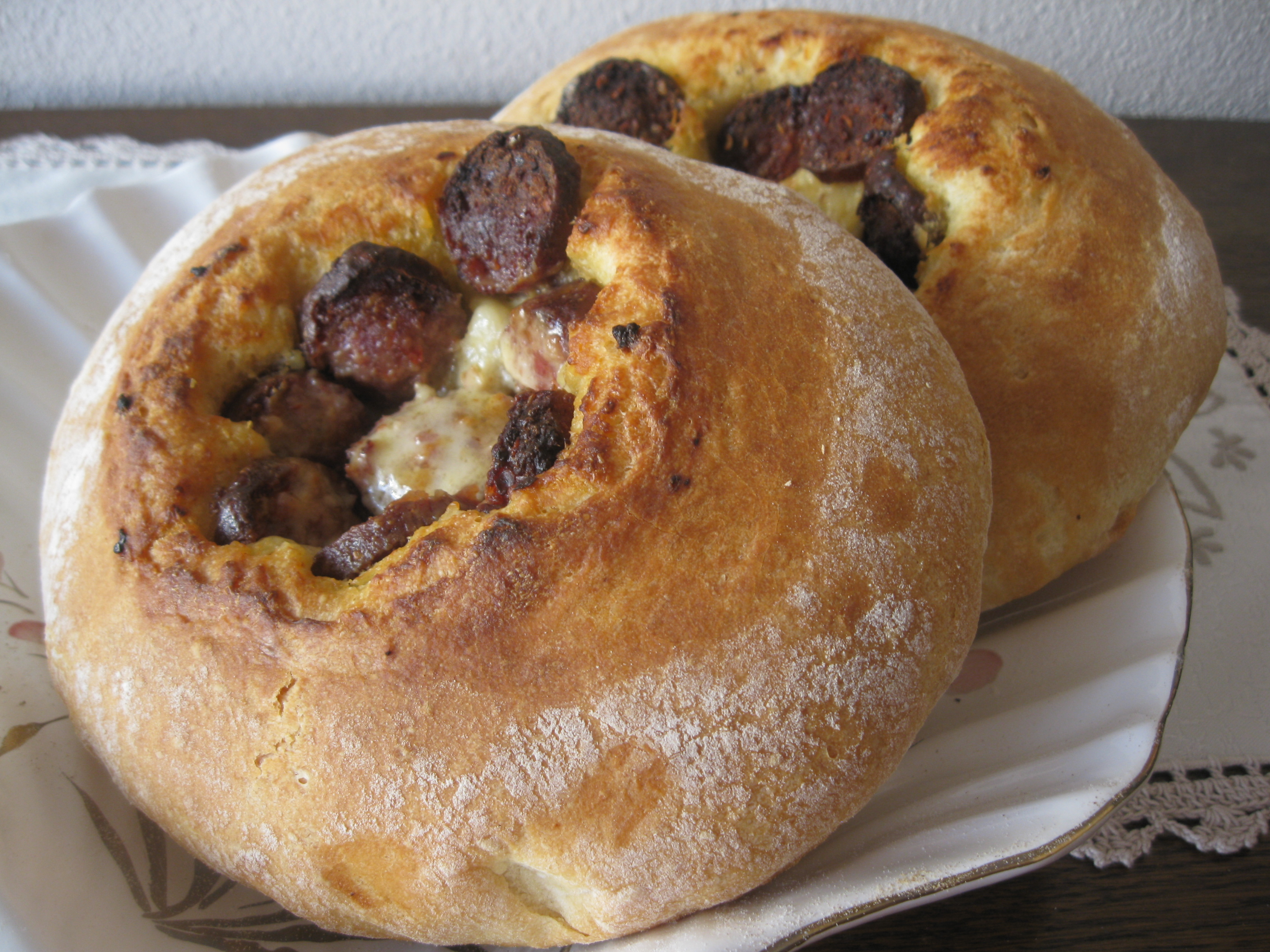
Хлеб с суджуком в Косово
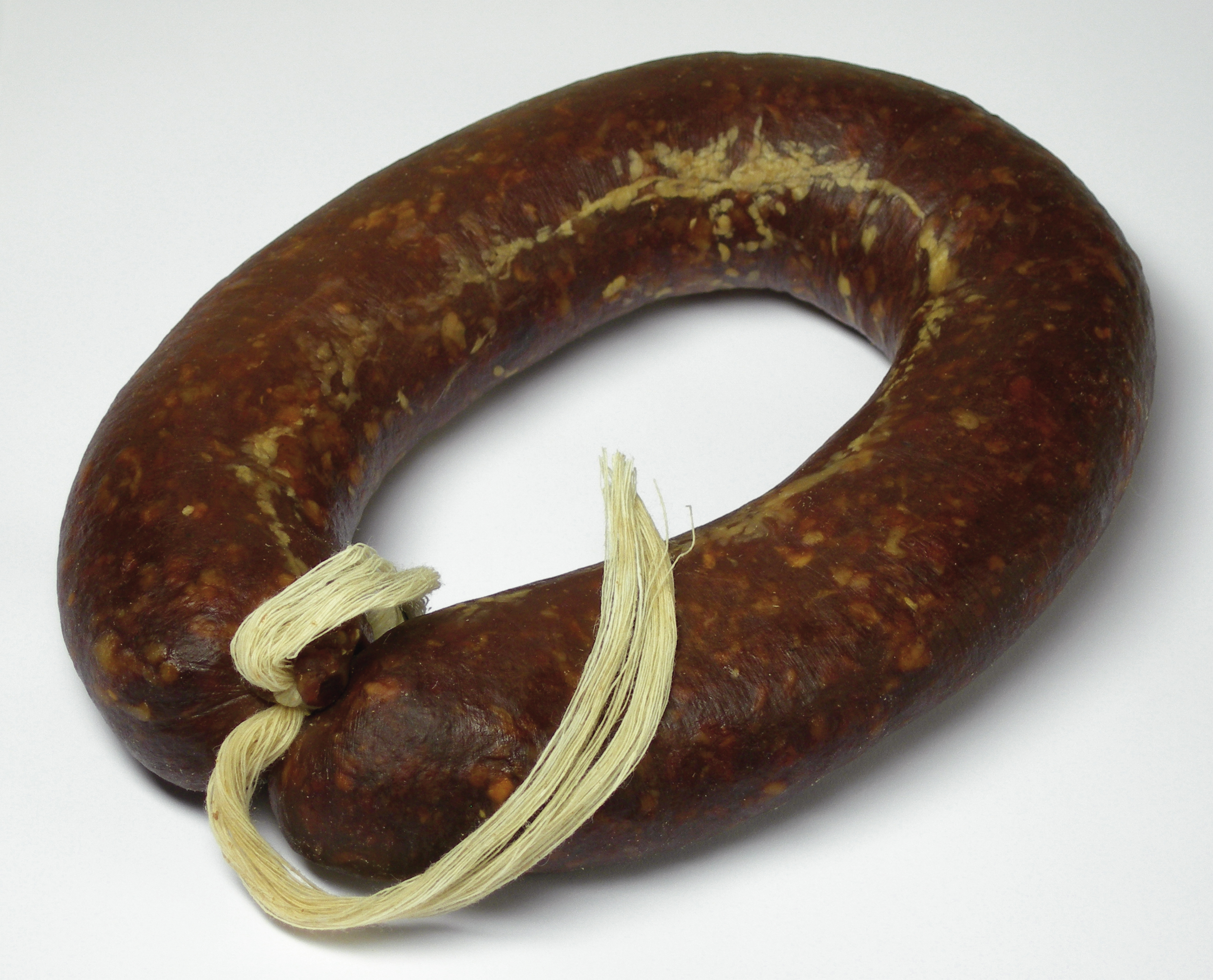
Суджук из Турции